# Serie A 1930/1931
Soutěžní ročník Serie A 1930/1931 byl 31. ročník nejvyšší italské fotbalové ligy a druhý pod názvem Serie A. Konal se od 28. září 1930 do 28. června 1931. Zúčastnilo se jí opět 18 klubů. Soutěž vyhrál potřetí ve své klubové kariéře Juventus.
Nejlepším střelcem se stal italský hráč Rodolfo Volk (Řím), který vstřelil 29 branek.

## Události

### Před sezonou
Nováčci z druhé ligy se staly Casale a Legnano, které nahradily sestupující Padovu a Cremonese. 
Juventus se do nové sezony posílil z Alessandrie o trenéra Carcana a také o hráče Ferrariho. Dále přišel střelec z Padovy Giovanni Vecchina. Obhájci titulu z minulé sezony Ambrosiana koupilo jen Louise Ferrera (Pistoiese). Janov se posílil o argentinského hráče Stábileho, Milán o Arcariho a Magnozziho (Livorno) a Římský klub posílil Raffaele Costantino (Bari) a Guido Masetti (Verona). Do Boloně přišel uruguayský hráč Francisco Fedullo a Carlo Reguzzoni (Pro Patria).

### Během sezony
Od začátku sezony vedl tabulku Juventus, který prvních osm utkání vyhrál. Naopak obhájce titulu Ambrosiana byla po devíti kolech třetí odspoda. Největší pronásledovatel Juventusu byl nakonec Řím, který se prosinci posunul na pouhý jeden bod od prvního místa. Titul si Juventus vzít nenechal a vyhrál jej o čtyři body před Římem a o sedm bodů zpět byla třetí Boloňa. Rekord soutěže zaznamenal Neapol, který za celou sezonu remízoval jen jednou. Obhájce minulé sezony Ambrosiana skončil na pátém místě se ztrátou 17 bodů.
V sestupovém pásmu se ocitly kluby Casale, Livorno a Legnano. Nakonec se zachránilo Casale, které poslední tři domácí zápasy vyhrál a odsoudil tak Livorno a Legnano k sestupu.

## Účastníci
| Klub         | Město             | Stadion                                       | Trenér                                        | Nejlepší střelec           |
| ------------ | ----------------- | --------------------------------------------- | --------------------------------------------- | -------------------------- |
| Alessandria  | Alessandria       | Campo del Littorio                            | Béla Révész                                   | Ettore Banchero (15)       |
| Ambrosiana   | Milán             | Arena Civica                                  | Árpád Weisz                                   | Giuseppe Meazza (24)       |
| Boloňa       | Boloňa            | Stadio del Littoriale                         | Hermann Felsner (1.–15. kolo) Gyula Lelovics  | Carlo Reguzzoni (18)       |
| Brescia      | Brescia           | Stadium di viale Piave                        | Imre Schoffer                                 | Rocco Ranelli (12)         |
| Casale       | Casale Monferrato | Stadio Natale Palli                           | Angelo Mattea                                 | Luigi Demarchi (10)        |
| Janov        | Janov             | Campo Sportivo Genova 1893 Circolo del Calcio | Géza Székány                                  | Elvio Banchero (17)        |
| Juventus     | Turín             | Stadio di corso Marsiglia                     | Carlo Carcano                                 | Raimundo Orsi (20)         |
| Lazio        | Řím               | Stadio della Rondinella Stadio Nazionale      | Ferenc Molnár (1.–26. kolo) Cesare Migliorini | Piero Pastore (13)         |
| Legnano      | Legnano           | Stadio di via Carlo Pisacane                  | Luigi Barbesino (1.–31. kolo) Otto Krappan    | Giorgio Cidri (7)          |
| Livorno      | Livorno           | Campo di Villa Chayes                         | Wilhelm Rady                                  | Nicola Corsetti (9)        |
| Milán        | Milán             | Campo San Siro                                | Engelbert König                               | Giuseppe Santagostino (11) |
| Modena       | Modena            | Ex Velodromo                                  | Giuseppe Forlivesi                            | Alfredo Mazzoni (16)       |
| Neapol       | Neapol            | Stadio Giorgio Ascarelli                      | William Garbutt                               | Antonio Vojak (20)         |
| Pro Patria   | Busto Arsizio     | Stadio Comunale                               | Augusto Rangone (1.–13. kolo) Leopoldo Conti  | Gastone Cazzaniga (8)      |
| Pro Vercelli | Vercelli          | Campo piazza Conte di Torino                  | József Nagy                                   | Silvio Piola (13)          |
| Řím          | Řím               | Campo Testaccio                               | Herbert Burgess                               | Rodolfo Volk (29)          |
| Turín        | Turín             | Stadio Filadelfia                             | Vittorio Morelli di Popolo                    | Julio Libonatti (14)       |
| Triestina    | Terst             | Campo di Montebello                           | István Tóth                                   | Renato De Manzano (10)     |

## Tabulka
| Poř. | Tým          | Z  | V  | R | P  | VG | OG | B  |
| ---- | ------------ | -- | -- | - | -- | -- | -- | -- |
| 1.   | Juventus     | 34 | 25 | 5 | 4  | 79 | 37 | 55 |
| 2.   | Řím          | 34 | 22 | 7 | 5  | 87 | 31 | 51 |
| 3.   | Boloňa       | 34 | 21 | 6 | 7  | 81 | 33 | 48 |
| 4.   | Janov        | 34 | 22 | 3 | 9  | 58 | 47 | 47 |
| 5.   | Ambrosiana   | 34 | 15 | 8 | 11 | 60 | 45 | 38 |
| 6.   | Neapol       | 34 | 18 | 1 | 15 | 54 | 49 | 37 |
| 7.   | Turín        | 34 | 14 | 8 | 12 | 52 | 43 | 36 |
| 8.   | Lazio        | 34 | 15 | 5 | 14 | 45 | 44 | 35 |
| 9.   | Brescia      | 34 | 13 | 8 | 13 | 51 | 55 | 34 |
| 10.  | Pro Vercelli | 34 | 13 | 7 | 14 | 60 | 60 | 33 |
| 11.  | Modena       | 34 | 14 | 5 | 15 | 61 | 66 | 33 |
| 12.  | Milán        | 34 | 12 | 7 | 15 | 48 | 53 | 32 |
| 13.  | Alessandria  | 34 | 10 | 6 | 18 | 52 | 67 | 26 |
| 14.  | Triestina    | 34 | 8  | 9 | 17 | 32 | 55 | 25 |
| 15.  | Pro Patria   | 34 | 8  | 7 | 19 | 37 | 61 | 23 |
| 16.  | Casale       | 34 | 8  | 5 | 21 | 31 | 64 | 21 |
| 17.  | Livorno      | 34 | 6  | 8 | 20 | 34 | 71 | 20 |
| 18.  | Legnano      | 34 | 6  | 7 | 21 | 30 | 71 | 19 |

Poznámky
- Z = Odehrané zápasy; V = Vítězství; R = Remízy; P = Prohry; VG = Vstřelené góly; OG = Obdržené góly; B = Body
- za výhru 2 body, za remízu 1 bod, za prohru 0 bodů.
- při rovnosti bodů rozhodovalo skóre

|  | Mistr ligy + kvalifikoval se na Středoevropský pohár 1931 |
|  | Kvalifikoval se na Středoevropský pohár 1931              |
|  | Sestup do Serie B                                         |

Poznámky
- Z = Odehrané zápasy; V = Vítězství; R = Remízy; P = Prohry; VG = Vstřelené góly; OG = Obdržené góly; B = Body
- za výhru 2 body, za remízu 1 bod, za prohru 0 bodů.
- při rovnosti bodů rozhodoval rozdíl mezi vstřelených a obdržených branek.

## Statistiky

### Výsledková tabulka
|              | Alessandria | Ambrosiana | Boloňa | Brescia | Casale | Janov | Juventus | Lazio | Legnano | Livorno | Milán | Modena | Neapol | Pro Patria | Pro Vercelli | Řím | Turín | Triestina |
| ------------ | ----------- | ---------- | ------ | ------- | ------ | ----- | -------- | ----- | ------- | ------- | ----- | ------ | ------ | ---------- | ------------ | --- | ----- | --------- |
| Alessandria  | –           | 2:0        | 1:6    | 4:0     | 2:0    | 0:1   | 2:3      | 1:3   | 5:0     | 2:2     | 3:0   | 1:1    | 4:3    | 4:1        | 0:1          | 0:2 | 1:1   | 4:1       |
| Ambrosiana   | 2:0         | –          | 0:1    | 3:3     | 5:1    | 2:0   | 2:3      | 3:2   | 3:0     | 1:1     | 1:1   | 0:0    | 2:1    | 2:1        | 6:1          | 5:0 | 3:0   | 1:0       |
| Boloňa       | 0:0         | 4:1        | -      | 7:1     | 6:1    | 1:1   | 4:0      | 4:0   | 2:1     | 5:0     | 2:2   | 2:0    | 2:0    | 4:1        | 3:0          | 3:3 | 3:0   | 6:1       |
| Brescia      | 7:3         | 0:0        | 2:0    | –       | 2:0    | 1:2   | 1:1      | 2:0   | 2:1     | 1:1     | 3:0   | 1:2    | 0:1    | 3:1        | 2:2          | 3:2 | 2:1   | 1:0       |
| Casale       | 0:0         | 1:0        | 1:2    | 0:0     | –      | 1:0   | 0:1      | 0:2   | 1:1     | 3:2     | 3:2   | 3:1    | 0:2    | 4:0        | 2:2          | 0:3 | 3:1   | 2:3       |
| Janov        | 5:1         | 1:0        | 3:1    | 1:2     | 1:0    | –     | 0:3      | 2:0   | 5:0     | 3:2     | 2:1   | 5:3    | 4:2    | 1:0        | 1:0          | 0:0 | 3:2   | 1:0       |
| Juventus     | 4:1         | 1:0        | 2:0    | 3:0     | 2:0    | 4:1   | –        | 3:1   | 1:0     | 4:1     | 3:3   | 4:1    | 1:2    | 4:1        | 5:1          | 3:2 | 2:0   | 4:0       |
| Lazio        | 3:1         | 1:0        | 2:0    | 2:1     | 1:0    | 5:0   | 2:1      | –     | 4:0     | 3:2     | 1:2   | 2:0    | 0:1    | 1:1        | 1:2          | 2:2 | 0:0   | 1:0       |
| Legnano      | 1:0         | 2:2        | 0:2    | 2:2     | 1:0    | 2:1   | 1:2      | 0:2   | –       | 3:0     | 1:2   | 6:2    | 2:0    | 0:0        | 2:2          | 0:0 | 0:1   | 1:1       |
| Livorno      | 1:0         | 0:2        | 0:2    | 0:1     | 5:0    | 1:2   | 1:1      | 0:0   | 2:1     | –       | 0:0   | 0:2    | 1:2    | 1:0        | 3:1          | 1:3 | 1:1   | 3:2       |
| Milán        | 1:1         | 1:4        | 1:2    | 1:0     | 4:0    | 1:2   | 0:3      | 0:1   | 2:0     | 5:0     | –     | 3:1    | 2:3    | 1:1        | 2:1          | 0:2 | 1:1   | 2:0       |
| Modena       | 3:2         | 2:5        | 0:2    | 3:2     | 5:1    | 4:2   | 1:2      | 3:0   | 4:1     | 4:1     | 3:0   | –      | 2:0    | 3:1        | 1:3          | 1:1 | 2:0   | 2:0       |
| Neapol       | 3:2         | 0:2        | 2:0    | 3:1     | 1:0    | 0:1   | 1:2      | 2:0   | 2:1     | 2:0     | 0:1   | 4:1    | –      | 1:0        | 1:0          | 3:0 | 0:2   | 5:1       |
| Pro Patria   | 0:1         | 1:1        | 1:2    | 3:0     | 1:0    | 2:3   | 1:3      | 3:1   | 2:0     | 0:0     | 2:1   | 3:2    | 3:2    | –          | 2:2          | 0:4 | 1:2   | 2:1       |
| Pro Vercelli | 6:2         | 1:1        | 2:0    | 2:0     | 1:1    | 0:1   | 1:3      | 3:0   | 8:0     | 3:1     | 0:2   | 3:0    | 6:3    | 2:1        | –            | 0:3 | 1:0   | 2:2       |
| Řím          | 2:0         | 2:1        | 2:1    | 3:0     | 3:1    | 5:0   | 5:0      | 1:1   | 3:0     | 7:1     | 1:2   | 4:0    | 3:1    | 2:0        | 5:0          | –   | 5:1   | 3:0       |
| Turín        | 4:1         | 6:0        | 1:1    | 1:1     | 1:0    | 0:2   | 1:1      | 2:0   | 5:0     | 4:0     | 3:1   | 1:1    | 3:1    | 3:1        | 1:0          | 1:4 | –     | 2:0       |
| Triestina    | 0:1         | 5:0        | 1:1    | 0:4     | 1:2    | 1:1   | 0:0      | 2:1   | 1:0     | 1:0     | 3:1   | 1:1    | 0:0    | 0:0        | 3:1          | 0:0 | 1:0   | –         |

### Střelecká listina
| Pořadí | Jméno                    | Klub       | Branky |
| ------ | ------------------------ | ---------- | ------ |
| 1.     | Rodolfo Volk             | Řím        | 29     |
| 2.     | Giuseppe Meazza          | Ambrosiana | 24     |
| 3.     | Antonio Vojak            | Neapol     | 20     |
| 3.     | Raimundo Orsi            | Juventus   | 20     |
| 5.     | Carlo Reguzzoni          | Boloňa     | 18     |
| 6.     | Cesare Augusto Fasanelli | Řím        | 17     |
| 7.     | Elvio Banchero           | Janov      | 16     |
| 7.     | Giovanni Ferrari         | Juventus   | 16     |
| 7.     | Alfredo Mazzoni          | Modena     | 16     |
| 7.     | Giovanni Vecchina        | Juventus   | 16     |
| 7.     | Angelo Schiavio          | Boloňa     | 16     |

## Vítěz
| Serie A Vítěz pro rok 1930/31 |
| ----------------------------- |
| Juventus FC                   |
|                               |